# Marguerite Wenner-Gren
Marguerite Wenner-Gren, född Marguerite Liggett 1891 i Kansas City, död 12 augusti 1973 på sin ranch i Mexiko, var från 1909 gift med industrimannen Axel Wenner-Gren (1881–1961). Marguerite utbildade sig som ung till operasångerska i Berlin och blev efter studierna engagerad vid operan i Elberfeld. 
Harald André vid Stockholmsoperan hade vid ett besök i Berlin hört talas om miss Gauntier som var en lysande sopran och han lät inbjuda henne till ett gästspel i Sverige och under åren 1913–1915 uppträdde Marguerite med stor framgång vid operan i Stockholm, där hon i tjugofem olika föreställningar sjöng i Madame Butterfly, Carmen, Mimi i ”Boheme”, Nedda i ”Pajazzo”, Margareta i ”Faust” och titelrollen i Mignon. 
Redan som nittonåring hade hon utan sina föräldrars kännedom gift sig i största hemlighet med Axel Wenner-Gren. Vigseln var borgerlig och ägde rum i London den 14 december 1909. Efter att äktenskapet tillkännagivits avträdde Marguerite sin karriär vid operascenen och blev uteslutande fru Marguerite Wenner-Gren och hon levde istället upp till att vara den glada och perfekta värdinnan vid makarnas glamorösa fester och sammankomster. Efter många år i Sverige utgav hon två diktsamlingar på svenska 1956 och 1959, samt gjorde litterära översättningar.

## Plats i populärkulturen
I sin nyårsrevy i Göteborg 1955 framförde Karl Gerhard ett nummer kallat Juveliadamen, som beskrivits vara en parodi på Marguerite Wenner-Gren. Karl Gerhard var en nära vän till paret Wenner-Gren.